# Мала Азія
Мала́ Áзія або також Анатолія (тур. Anadolu) (грец. Ανατολία)  — півострів у  Західній Азії. Повністю розташований на території Туреччини, складає більшу частину її території. Розміри: з заходу на схід більше 1 000 км, з півночі на південь — від 400 до 600 км. Омивається Чорним  морем на півночі, Мармуровим та Егейським на заході, Середземним на півдні. Протоками Босфор і Дарданели відокремлюється від Європи.

## Фізична географія

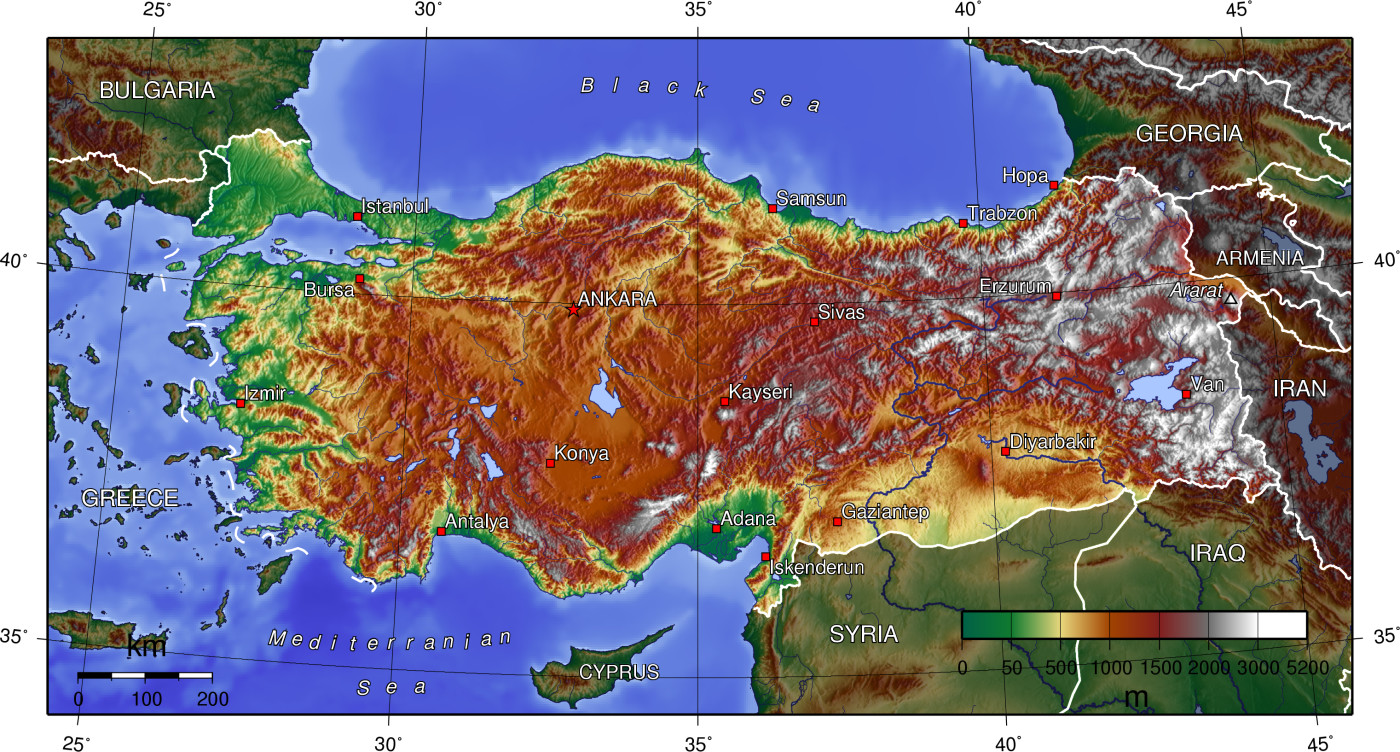
Топографічна мапа Малої Азії

Площа півострова становить приблизно 506 тис. км². Річки маловодні і мають нерівномірний режим. Найкрупніші річки, ті що, впадають в Чорне і Середземне море, а також річки басейну Тигра і Євфрата, що стікають з східних хребтів області. Найдовша річка — Кизил-Ірмак, довжиною приблизно 950 км. Впадає в Чорне море, утворюючи заболочену дельту. Не маючи судноплавного значення, річки грають велику роль як джерела зрошування і водопостачання. Майже всі озера не мають стоку і тому сильно засолені. Найбільше озеро — Туз.

## Історія
Перші сліди людської присутності на території Малої Азії датуються палеолітом, а вже у неолітичну добу тут існували одні з найдавніших поселень, зокрема Чатал-Гьоюк, що є одним із найстаріших міст світу.
У III–II тис. до н. е. тут виникають державні утворення хаттів, а згодом хеттів — одна з могутніх індоєвропейських держав бронзової доби. Хетське царство досягло піку розвитку у XIV–XIII ст. до н. е., конкуруючи з Єгиптом і Ассирією.
У I тис. до н. е. територію Малої Азії населяють різні народи: фригійці, лідійці, карійці, лікійці та піонти, а також грецькі колоністи, які заснували численні міста-держави на узбережжі — Мілет, Ефес, Смірну тощо. Саме тут виникла Іонічна філософія, а такі мислителі, як Фалес Мілетський, Анаксимандр і Геракліт, започаткували давньогрецьку науку та натурфілософію.
У VI ст. до н. е. Лідійське царство було завойоване Кіром Великим, і Мала Азія увійшла до складу Перської імперії. Після перемог Олександра Македонського у IV ст. до н. е. регіон стає частиною елліністичного світу, згодом — Римської, а потім Візантійської імперії.
З VII століття територія зазнає численних нападів арабів, а в XI столітті тут починається експансія сельджуків, яка завершилася битвою при Манцикерті (1071) — поразкою Візантії та початком тюркизації регіону.
У XIII столітті постає Румський султанат, а згодом — Османська імперія, яка до XIV століття повністю контролює Малу Азію. Впродовж османського панування вона стає ядром імперії.
Після поразки Османської імперії у Першій світовій війні та поразки у грецько-турецькій війні (1919–1922), завершено обмін населенням, внаслідок якого мільйони греків залишили Малу Азію. Від 1923 року територія входить до складу Турецької Республіки як її азійська частина — Анатолія.
Мала Азія є однією з найважливіших територій для вивчення стародавньої історії, раннього християнства, ісламської культури та формування сучасної державності Туреччини.